# Suit and Tie
Pour les articles homonymes, voir Suit (homonymie) et Tie (homonymie).
Singles de Justin Timberlake
3-Way (The Golden Rule)
(2011) Mirrors
(2013)
Singles par Jay-Z
Clique
(2012) Bitch, Don't Kill My Vibe
(2013)
Suit and Tie est une chanson interprétée par le chanteur de pop américain Justin Timberlake issue de son  album studio, The 20/20 Experience (2013). Le morceau en collaboration avec le rappeur américain Jay-Z sort en tant que premier single de l'album le 14 janvier 2013.

## Clip
Le clip de la chanson est réalisé par David Fincher, qui avait dirigé Justin Timberlake dans The Social Network (2010). Il a été tourné le 25 janvier 2013. La vidéo est publiée sur la page Vevo du chanteur le jour de la Saint-Valentin, le 14 février 2013.

## Classement hebdomadaire
| Classement (2013)                       | Meilleure position |
| --------------------------------------- | ------------------ |
| Australie (ARIA)                        | 9                  |
| Autriche (Ö3 Austria Top 40)            | 36                 |
| Belgique (Flandre Ultratop 50 Singles)  | 9                  |
| Belgique (Wallonie Ultratop 50 Singles) | 13                 |
| Canada (Hot 100)                        | 3                  |
| Corée du Sud (Gaon Chart)               | 1                  |
| Danemark (Tracklisten)                  | 1                  |
| États-Unis (Hot 100)                    | 3                  |
| États-Unis (Pop Songs)                  | 4                  |
| États-Unis (R&B/Hip-Hop Songs)          | 2                  |
| Écosse (OCC)                            | 7                  |
| Espagne (PROMUSICAE)                    | 17                 |
| États-Unis (Adult Pop Songs)            | 12                 |
| France (SNEP)                           | 8                  |
| Irlande (IRMA)                          | 16                 |
| Israël (Media Forest)                   | 4                  |
| Italie (Musica e Dischi)                | 29                 |
| Japon (Hot 100)                         | 11                 |
| Nouvelle-Zélande (RMNZ)                 | 14                 |
| Pays-Bas (Nederlandse Top 40)           | 10                 |
| Tchéquie (IFPI Rádio)                   | 34                 |
| Slovaquie (IFPI Rádio)                  | 34                 |
| Suisse (Schweizer Hitparade)            | 31                 |
| Royaume-Uni (UK R&B Chart)              | 3                  |
| Royaume-Uni (UK Singles Chart)          | 3                  |

### Certifications
| Pays      | Organisme | Certification | Vente  |
| --------- | --------- | ------------- | ------ |
| Australie | ARIA      | Platine       | 70 000 |
| Danemark  | IFPI      | Platine       | 30 000 |

## Historique de sortie
| Région | Date            | Format                 | Label       |
| ------ | --------------- | ---------------------- | ----------- |
| Monde  | 14 janvier 2013 | Téléchargement digital | RCA Records |